# حسن‌آباد دره زرشک
حسن‌آباد دره زرشک یا حسن‌آباد روستایی در دهستان دهشیر بخش مرکزی شهرستان تفت استان یزد ایران است.

## جمعیت
بر پایه سرشماری عمومی نفوس و مسکن در سال ۱۳۹۵ جمعیت این روستا ۹۸ نفر (۳۰خانوار) بوده‌است.